# Змій і веселка (фільм)
«Змій і веселка» (англ. The Serpent and the Rainbow) — американський фільм жахів 1988 року режисера Веса Крейвена з Біллом Пулманом у головній ролі. Сценарій Річарда Максвелла та Адама Родмана базується на однойменній науково-популярній книзі етноботаніка Вейда Девіса, де він розповідає про свій досвід на Гаїті, розслідуючи історію Клервіуса Нарцисса, якого нібито отруїли, поховали живцем, а потім оживили за допомогою трав'яного відвару, що перетворив його на так званого зомбі.

## Сюжет
У 1978 році гаїтянин на ім’я Крістоф таємничим чином помирає у французькій місіонерській клініці, в той час як повз його вікно проходить парад Вуду. Наступного ранку Крістофа ховають за традиційним католицьким обрядом. На похоронах присутній таємничий чоловік у костюмі, який був під вікном лікарні Крістофа в ніч його смерті. Коли труну опускають у землю, очі Крістофа розплющуються, і по його щоках котяться сльози.
Сім років потому гарвардський антрополог Денніс Алан перебуває в тропічних лісах Амазонки, вивчаючи рідкісні трави та ліки з місцевим шаманом. Він випиває зілля і переживає галюцинацію того самого темношкірого чоловіка з похорону Крістофа, оточеного трупами в бездонній ямі.
Повернувшись до Бостона, до Алана звертається фармацевтична компанія, яка хоче дослідити препарат, що використовують у гаїтянському Вуду нібито для створення зомбі. Компанія хоче  використовувати цей препарат як суперанестетик. Корпорація надає Алану фінансування і відправляє його на Гаїті, де триває революція. Під час пошуків Алан, якому допомагає доктор Маріель Дюшан, знаходить Крістофа живим, після того, як той був похований сім років тому. Проте Алана беруть під варту Тонтон-Макути, а їхній командир, капітан Дарджент Пейтрод — той самий чоловік з похорону Крістофа і видіння Алана — попереджає Алана покинути Гаїті.
Після виходу з-під варти Алан вирішує продовжити розслідування і знаходить місцевого жителя, Моцарта, який, як повідомляється, знає процедуру створення зомбі-наркотику. Алан платить Моцарту за зразок, але той продає йому щурячу отруту. Присоромивши Моцарта на людях, Алан переконує його показати, як виготовляти наркотик, за винагороду в 1000 доларів. Алана знову заарештовують Тонтон-макути і катують, забиваючи цвях у мошонку, а потім викидають на вулицю та погрожують вбити, якщо він не покине Гаїті. Алан знову відмовляється їхати і зустрічається з Моцартом, щоб створити препарат.
Алану сниться кошмар про Пейтрода, який виявляється бокором (жрецем вуду), що перетворює ворогів на зомбі і краде їхні душі. Прокинувшись, Алан з жахом виявляє, що він лежить поруч з обезголовленою сестрою Крістофа. У будинок вриваються Тонтон-макути, фотографують і звинувачують Алана у вбивстві. Пейтро каже Алану покинути країну і ніколи не повертатися, щоб його не засудили за вбивство, не стратили, а потім Пейтро не викрав його душу. Пейтро посадив Алана на літак до США, але на борт проникає Моцарт і дає Алану зомбуючий наркотик. Моцарт просить Алана розповісти про нього людям, щоб Моцарт міг досягти міжнародної слави. Алан погоджується і повертається до Бостона, вважаючи, що його місія виконана.
Під час святкової вечері в дружину роботодавця Алана вселяється Пейтро, який попереджає Алана про неминучу смерть. Алан повертається на Гаїті, де його єдиного союзника, хунгана на ім'я Люсьєн Селін, вбиває Пейтро, а Моцарту відрубують голову поплічники Пейтро під час ритуалу. Потім Алана обприскують порошком зомбі і він помирає; пізніше Пейтро викрадає тіло Алана з лікарні, перш ніж про його смерть встигають повідомити в посольство США. Пейтро відвозить Алана на цвинтар та поміщає його у труну, знерухомленого та безпорадного, та у сардонічній манері повідомляє, що душа Алана тепер знаходиться у канарі (ритульна ємність), і показує захоплену Маріель, яку також збирається принести в жертву. Після Алана ховають живцем разом із тарантулом. Прокинувшись у труні через кілька годин, Алана рятує Крістоф, якого Пейтро також перетворив на зомбі.
Вирвавшись із пастки Пейтрода, Алан повертається до штаб-квартири Тонтон-макут у пошуках Маріель. Там Алан перемагає Пейтрада в битві, використовуючи білу магію Селін та забиваючи цвях у пах Пейтрада, і відправляє його душу в пекло. У той час як гаїтянський народ святкує повалення Жан-Клода Дювальє, Маріель проголошує: "Кошмар закінчився".

## Акторський склад
| Актор           | Роль                       |
| --------------- | -------------------------- |
| Білл Пуллман    | доктор Денніс Алан         |
| Кеті Тайсон     | доктор Маріель Дюшан       |
| Зейкс Мокае     | Дарджент Пейтрод           |
| Пол Вінфілд     | Люсьєн Селін               |
| Брент Дженнінгс | Луї Моцарт                 |
| Баджа Джола     | лейтенант Гастон           |
| Майкл Гоф       | доктор Ерл "Шуні" Шунбахер |
| Пол Гілфойл     | доктор Ендрю Кесседі       |

## Виробництво
Зйомки фільму «Змій і веселка» проходили в Бостоні, Санто-Домінго та на Гаїті. Під час зйомок фільму на Гаїті місцева влада повідомила акторам і знімальній групі, що не може гарантувати їхню безпеку до кінця зйомок через громадянські заворушення, які відбувалися в той час; в результаті виробництво було перенесено до Домініканської Республіки, в якій дозняли решту фільму.

## Випуск
Фільм вийшов на екрани в Сполучених Штатах 5 лютого 1988 року. Він зібрав у прокаті 19 595 031 доларів США.
В одному з інтерв'ю Крейвен заявив, що на відміну від його попередніх фільмів, які мали проблеми з Асоціацією кінематографів Америки, перша версія фільму отримала рейтинг R без жодних проблем.
Фільм був випущений на DVD компанією Image Entertainment у 1998 році. Згодом він був перевиданий Universal Studios у 2003 році та у 2016 році на Blu-ray від Scream Factory.